# Cantonul Suresnes
Cantonul Suresnes este un canton din arondismentul Nanterre, departamentul Hauts-de-Seine, regiunea Île-de-France, Franța.

## Comune
| Comune   | Populație (1999) | Cod poștal | Cod INSEE |
| -------- | ---------------- | ---------- | --------- |
| Suresnes | 45.617           | 92.150     | 92 073    |